# Успенская церковь (Старая Добруджа)
Успенская церковь (Церковь Успения Пресвятой Богородицы) — храм Кишинёвской и всея Молдавии епархии Русской православной старообрядческой церкви в селе Старая Добруджа Сынжерейского района Молдавии.

## История
Село Старая Добруджа было основано выходцами из села Покровка в 1918 году. Строительство церкви началось в 1922 году и было окончено в 1927 году. Первым её священником был о. Хрисанф (Фрисан) Ковалов. В 1945 году в селе служил протоиерей Агафоник Севастьянович Кирченко, которого позднее сменил о. Давыд Гуреев.
В 1988 году было начато строительство нового храма, которое было окончено в 1993 году. В помещении старого храма устроена трапезная. Первым настоятелем новой церкви стал отец Епифаний Смирнов. В 2010 году настоятелем назначен иерей Фёдор Кожемякин. Строительные и ремонтные работы проводятся методом «клак», то есть безвозмездного коллективного труда членов общины. В 2015 году купола храма покрыты позолоченной медью.